# Toerruit

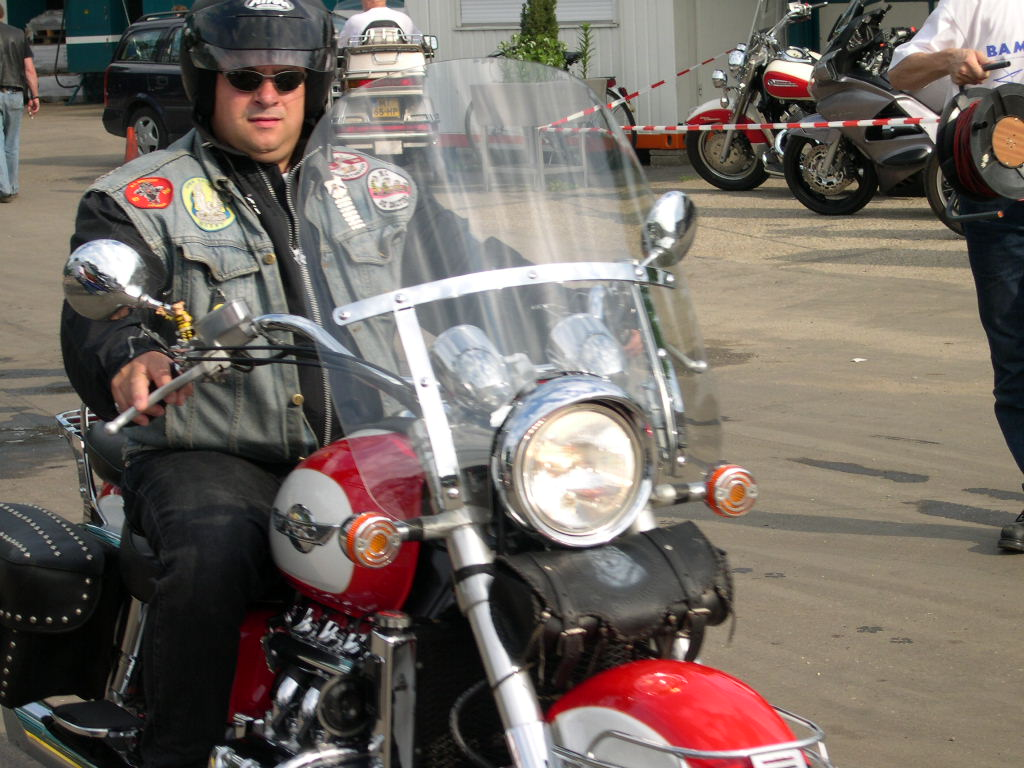
Toerruit op een Honda F 6 C Valkyrie

Een toerruit is een als accessoire leverbare ruit waarmee motorfietsen zonder stroomlijnkuip toch van windbescherming voorzien kunnen worden.
De plaatsing en afstelling van een dergelijke ruit moet nauwkeurig gekozen worden, zodat motorrijders er overheen zouden moeten kunnen kijken, maar dan moet de rijwind wel over de rijder heen gevoerd worden. Bovendien kan de ruit (die aan het stuur of de voorvork bevestigd is) een negatieve invloed op het weggedrag van de motorfiets uitoefenen. Ook kan het gebeuren dat de motorrijder zelf geheel uit de wind zit, maar dat de duopassagier veel last heeft van wervelende lucht.